# جبريل توماس (عسكري)
جبريل توماس (بالفرنسية: Gabriel Thomas)‏ هو طيار فرنسي، ولد في 4 يناير 1896 في Ligré ‏ في فرنسا، وتوفي في 9 أكتوبر 1976.